# Chengdu J-7
Chengdu J-7 (w wersji eksportowej F-7) – chiński myśliwiec przechwytujący, będący rozwinięciem radzieckiego MiG-a-21.
W marcu 1961 roku podpisano umowę, w ramach której ZSRR zgodził się na transfer technologii umożliwiającej Chinom licencyjną produkcję samolotu MiG-21. Około dwudziestu egzemplarzy myśliwca MiG-21F-13 i zestawów montażowych dostarczono w sierpniu 1962 roku, jednak ze względu na pogłębiający się rozłam radziecko-chiński dokumentacja techniczna samolotu nie została przekazana. Ostatecznie samolot opracowano przez zastosowanie inżynierii odwrotnej. Oblot myśliwca nastąpił w styczniu 1966 roku, a rok później rozpoczęto seryjną produkcję. Do 2008 roku wyprodukowano ponad 2400 egzemplarzy. Produkcję jednomiejscowych myśliwców serii J-7 zakończono w 2013 roku, natomiast wariant dwumiejscowy JJ-7 produkowano do 2017 roku.

## Wersje

### Pierwsza generacja
- J-7 – kopia MiG-21F-13, 12 zmontowanych przez zakłady lotnicze w Shenyang w 1966, silnik WP-7 (kopia R-11F-300).
- J-7I – seryjna wersja produkowana masowo przez Chengdu, dwa węzły podwieszenia, trzeci pod kadłubem, dwa działka 30mm 30-I, pociski PL-2, silnik WP-7, w późnych egzemplarzach pod statecznikiem pojawił się spadochron hamujący stosowany na następnych wersjach, wersja eksportowa oznaczana F-7A.
- J-7II – rozwinięcie J-7I z czterema podskrzydłowymi węzłami uzbrojenia, krótka dwuczęściowa owiewka kokpitu bez oszklenia za plecami otwierana do tyłu, zamiast znanej z MiG-21F/J-7I unoszonej do dziobu, wersja eksportowa oznaczana F-7B.
- JJ-7 – wersja dwumiejscowa oparta na MiG-21U, wersja eksportowa oznaczana FT-7.
- JJ-7I – wersja dwumiejscowa oparta na J-7I, wersja eksportowa oznaczana FT-7A, do Albanii (2) i Tanzanii (2).
- JJ-7II – wersja dwumiejscowa oparta na J-7II, z awioniką Rockwell Collins, wersja eksportowa oznaczana FT-7B, dla Bangladeszu (4 FT-7BG), Sri Lanki (1), Sudanu (2) i Zimbabwe (2 FT-7BZ).
- F-7A – wersja eksportowa J-7I, silnik WP-7B, sprzedana do Albanii (10), Tanzanii (14) i Iranu (5).
- F-7B – wersja eksportowa J-7II montowana w Egipcie (30 + 80 na licencji), także dla Iraku (90 z egipskiej linii), uzbrojone w R550 Magic, 30 sztuk z Chin otrzymała Korea Północna w latach 1989-1991, Sudan 14 sztuk w 1987 i 6 w 1997.
- F-7IIN – wersja dla Zimbabwe na bazie F-7B zamówiona w 1984 z elementami F-7M, od 12 do 22 sztuk dostarczono w 1986.
- F-7BS – wersja hybrydowa z kadłubem F-7B i chińską awioniką, brak HUD oraz skrzydłem z czterema podwieszeniami z F-7M, pociski PL-5E, Sri Lanka otrzymała cztery sztuki w 1991.

### Druga generacja
- J-7M – rozwinięcie J-7II, zachodnia awionika, silnik WP7B, radiowysokościomierz, system IFF swój-obcy, prosty komputer pokładowy, brytyjski HUD GEC-Marconi HUDWAC i radar Skyranger, pociski PL-7, wersja eksportowa oznaczana F-7M.
- J-7III – kopia MiG-21MF na bazie egzemplarzy z Egiptu, prosty wystający garb i większy wlot powietrza jak w MiG-21, oblatany w 1984, silnik WP-13, radar/SKO JL-7, system wymiany danych typ 481, HK-13A HUD, dwa 23 mm działka, pociski PL-2/5, 20 sztuk dla Chin, wersja eksportowa oznaczana F-7C, brak nabywców.
- J-7IIIA – zmodernizowany J-7III oblatany w 1991, radar JL-7A, systemem nawigacyjnym JD-3II, nawigacja inercyjna typ 563B, system ostrzegawczy KJ-8602, silnik WP-13F1, pociski PL-7/8, między 1994 i 1999 ukończono tylko około 20 egzemplarzy nim program skasowano na rzecz Su-27SK, eksportowa oznaczana F-7D, brak nabywców.
- F-7M Airguard – wersja eksportowa J-7M oblatana w 1983, sprzedana do Bangladeszu (16 F-7MB), Iranu (30), Mjanmy (30).
- F-7P Skybolt – wersja F-7MP na wyłączne zlecenie Pakistanu oblatana w 1988, awionika Collins z systemem podejścia AN/ARN-147 VOR/ILS, nawigacyjny AN/ARN-149, miernik dystansu DME-42, Pro Line II z prostymi wyświetlaczami PFD, chiński system ostrzegający o opromieniowaniu radarem BM/KJ-8602, cztery pociski AIM-9L Sidewinder, fotel Martin-Baker Mk 10L, kilkanaście wczesnych F-7P bez pełnego wyposażenia dostarczono w 1988, 105 zgodnych z F-7MP w latach 1989-1993. Od 1996 brytyjski radar GEC-Marconi Skyranger zastąpił włoski FIAR Grifo 7.
- FT-7M – wersja szkolno-bojowa eksportowych F-7M, do Bangladeszu (4), Iranu (5) i Mjanmy (6 FT-7S).
- FT-7P – wersja dwumiejscowa o wydłużonym zasięgu dla Pakistanu, 19 sztuk.

### Trzecia generacja
- J-7E – rozwinięcie J-7M, oferowany na eksport jako F-7MG, klasyczne skrzydło delta zastąpiło skrzydło pasmowe o różnym skosie.
- J-7EB – pozbawiona działek i uzbrojenia wersja dla grupy akrobacyjnej, zastąpione przez nieuzbrojone J-7GB.
- J-7G – unowocześniony J-7E oblatana w 2002, radar dopplerowski KLJ-6E, pociski PL-8/9, jedno działko 30 mm, do 2006 dla Chin wyprodukowano 48 sztuk.
- F-7MG Airguard – wersja eksportowa J-7E z radarem GEC-Marconi Super Skyranger i fotelem Martin-Baker, zaprezentowany w 1996, pociski PL-7/9.
- F-7PG – modyfikacja F-7P/MG dla Pakistanu, radar FIAR Grifo MG, skrzydło pasmowe, nowy HUD, 57 sztuk F-7PG i 9 szkolno-bojowych FT-7PG, dostawy 2001-2003.
- F-7BG – wersja F-7PG z radarem Grifo MG dla Bangladeszu, pociski PL-7/9 12 sztuk i cztery FT-7BG dostarczono w 2006.
- F-7GS – odmiana F-7MG dla Sri Lanki, 4 sztuki w 2008.
- F-7NM – wersja na bazie F-7PG z radarem Selex Galileo Grifo 7 dla Namibii, 10 sztuk i dwa treningowe FT-7NM, dostawy 2006-2009.
- F-7NI – odmiana J-7G dla Nigerii, radar Grifo 7, pociski PL-9C, 12 F-7NI i trzy FT-7NI zamówione w 2005, dostarczone 2009-2010, zastąpiły MiG-21MF.
- F-7TN – odmiana J-7G dla Tanzanii, radar KLJ-6E, 12 F-7TN i dwa FT-7TN zamówione w 2009, dostarczone w 2011, zastąpiły F-7A[5].
- F-7BGI – wersja wielozadaniowa na bazie F-7BG dla Bangladeszu dla zastąpienia szturmowych A-5C, bomby kierowane GPS/laserowo, awionika z wyświetlaczami LCD, HOTAS, radar KLJ-6F, silnik WP-14C, w 2011 zamówiono 16 sztuk, dostawy miały rozpocząć się w 2012 i potrwać do 2014[6].

## Użytkownicy

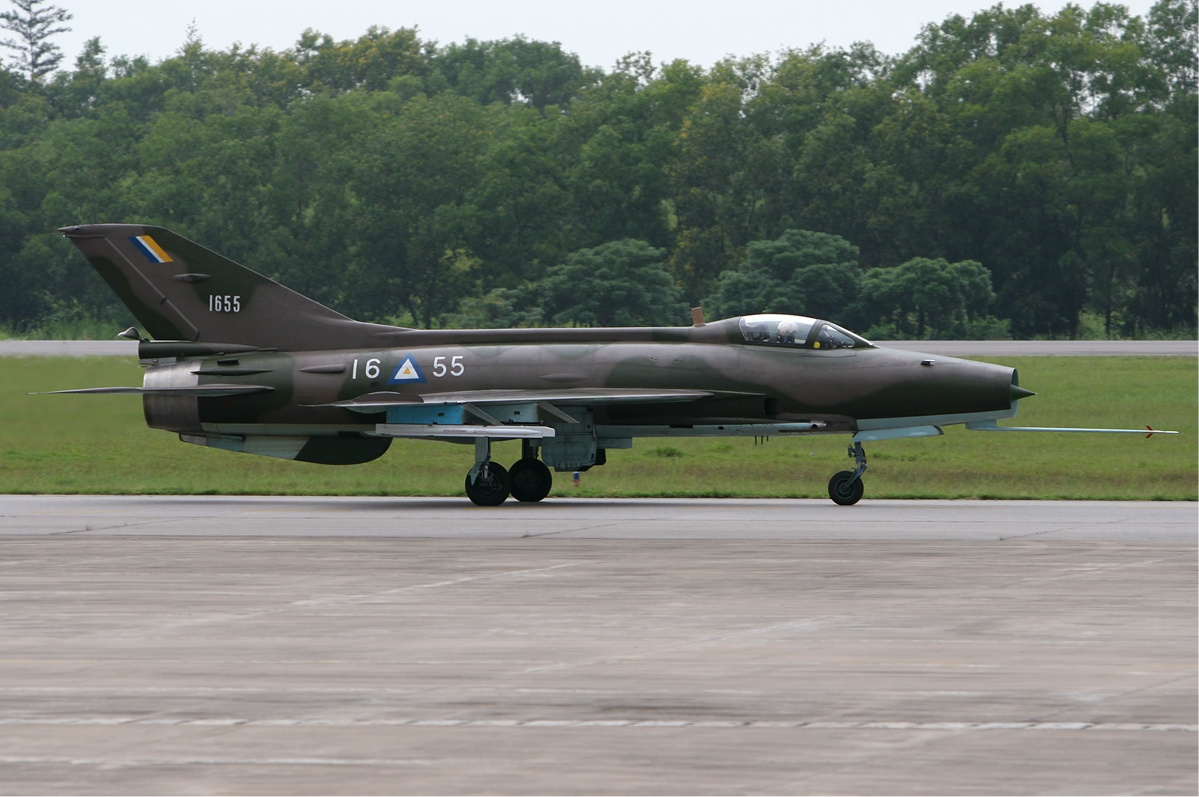
F-7M Mjanmy

- Siły Powietrzne Chińskiej Armii Ludowo-Wyzwoleńczej (720)
- Pakistańskie Siły Powietrzne (120 F-7P, 60 F-7PG od 1988)
- Egipskie Siły Powietrzne (110 F-7B, 40 F-7M od 1980)
- Bangladesz (52: 16 F-7MB, 12 F-7BG, 12 F-7BGI, 4 FT-7B, 4 FT-7BG, 4 FT-7BGI od 1989)
- Siły Powietrzne Mjanmy (30 F-7M. 6 FT-7S od 1990)
- Siły Powietrzne Koreańskiej Republiki Ludowo-Demokratycznej (30 F-7B, dostarczone 1989-1991)
- Siły Powietrzne Islamskiej Republiki Iranu (30 F-7M/FT-7 od 1993)
- Sudańskie Siły Powietrzne (22 F-7B/FT-7B)
- Nigeria (15 F-7NI/FT-7NI od 2009)
- Zimbabwe (14 F-7IIN/FT-7BZ od 1986)
- Tanzania (12 F-7A/FT-7 1981-2011, 14 F-7TN/FT-7TN od 2011)
- Namibia (12 F-7NM/FT-7NM od 2006)
- Lankijskie Siły Powietrzne (10 F-7BS/F-7GS/FT-7B od 1991)

### Dawni
- Forcat Ajrore Shqiptare (12 F-7A/FT-7 od 1970 do 2005)
- Irackie Siły Powietrzne (90 F-7B od 1983 do 2003)
- Mozambik Mozambickie Siły Powietrzne
- Stany Zjednoczone
- Zimbabwe